# Glencoe (Alabama)
Pour les articles homonymes, voir Glencoe.
Glencoe est une ville des comtés de Calhoun et de d'Etowah, en Alabama, aux États-Unis.
Elle fait partie de l'agglomération de Gadsden.

## Démographie
| 1940 | 1950  | 1960  | 1970  | 1980  | 1990  | 2000  | 2010  |
| ---- | ----- | ----- | ----- | ----- | ----- | ----- | ----- |
| 669  | 1 466 | 2 592 | 2 901 | 4 648 | 4 670 | 5 152 | 5 160 |